# Jacques van de Baan
Jacques van de Baan (Utrecht, 14 oktober 1971) is een Nederlandse schrijver van thrillers. Hij schrijft zijn boeken vanuit een christelijke invalshoek. In 2012 verscheen zijn debuutroman Prooi.
In 1993-1994 maakt Van de Baan deel uit van de VN-vredesmacht UNPROFOR. De ervaringen die hij daar als soldaat heeft opgedaan zijn bepalend geweest voor de onderwerpkeuze en thematiek in zijn thrillers. Aanleiding om zelf thrillers te gaan schrijven was zijn onvrede met de boeken van schrijvers als Lee Child en Dean Koontz; volgens Van de Baan zijn de platheid en het taalgebruik in deze thrillers ongeschikt voor een christelijke lezer. Door zelf boeken te gaan schrijven biedt hij de christelijke lezer een alternatief aan.
Van de Baan is tevens organist bij de gereformeerde gemeente van Nijkerk en heeft enkele CD's uitgebracht. 